# Tenuiphantes jacksonoides
Tenuiphantes jacksonoides es una especie de araña araneomorfa del género Tenuiphantes, familia Linyphiidae. La especie fue descrita científicamente por van Helsdingen en 1977.
Suele ser encontrada a altitudes de 1300-2400 metros. La longitud del cuerpo del macho y la hembra es de 2,1-3,2 milímetros. La especie se distribuye por Europa: Suiza, Alemania, Austria e Italia.